# Tấn phong
Tấn phong, trong nhiều tôn giáo, là nghi lễ dành cho một cá nhân để họ trở thành giáo sĩ với đầy đủ các năng quyền để giảng đạo hoặc quản trị cơ sở tôn giáo. 